# 鹿島宗二郎
鹿島 宗二郎（かしま そうじろう、1904年（明治37年）6月13日 - 1980年（昭和55年）6月1日）は、日本の諜報員、著述家、翻訳家。別名吉田 東祐（よしだ とうすけ）。筆名高杉 三郎。

## 人物・経歴
東京生まれ。東京府立第四中学校（のちの東京都立戸山高等学校）を経て、1927年に東京商科大学（のちの一橋大学）を卒業後、鉄鋼会社に入社。
共産主義を研究するため退社し、横浜専門学校（のちの神奈川大学）教授や、第一飛行学校理事も務めたが、教壇を追われたため、古本屋を立ち上げ、日本共産党に入党（中央委員会直属特別資金局B班）。
逮捕され執行猶予判決を受けるなどし、1936年に中国に渡り、秋草俊中佐や大使館付武官だった喜多誠一の発案で、大日本帝国陸軍の下、上海租界に潜入して情報網を築き、日中戦争開戦後は、和平交渉に従事した。中国建設青年隊常任顧問、上海申報社論説委員長などを務め、第二次世界大戦後、1946年に帰国した。
1948年から愛知大学理事（財務）、愛知大学国際問題研究所中国部長となり、また、吉田内閣では辰巳栄一の下で諜報員を務めた。1956年から国士舘大学教授を務めたが、解雇され、関東短期大学教授、国士館短期大学教授、国際商科大学教授等も歴任した。

## 著書
- 『ジヤーナリズム論争 文化運動の積極的批判として』（三一書房） 1936年
- 『日華問題の全面的解決の爲めに 第2輯』（上海 : 中国建設青年隊） 1944年
- 『上海無辺 一つの中国近代史』（中央公論社） 1949年
- 『周仏海日記 中日戦争の裏面史』（建民社） 1953年
- 『新中国史 北京原人から毛沢東まで』（洋々社） 1954年
- 『中国革命の百八人 毛沢東とスターリンの対決』（元々社） 1956年
- 『民衆の生活から見た中共』（東洋書館） 1956年
- 『二つの国にかける橋』（東京ライフ社） 1958年
- 『毛沢東における人間学』（経済往来社） 1965年
- 『中国のことばとこころ』（至誠堂） 1966年
- 『動乱の毛沢東』（至誠堂） 1967年
- 『中国の人とこころ 中国回想旅行』（古今書院） 1974年
- 『中国現代工業用語辞典』（角川書店） 1975年
- 『二つの国にかける橋』（元就出版社） 2001年
- 『日中戦争 日本人諜報員の闘い』（潮書房光人新社） 2022年

## 訳書
- 『日本の赤い旗 日本共産党三十年史』（R・スウェアリンゲン, P・ランガー共著、コスモポリタン社） 1953年
- 『今こそ私は言える 獄窓から見た中共』（クェンティン・ホアン、元々社） 1956年
- 『中国革命の悲劇』上・下（ハロルド・R・アイザックス、至誠堂） 1966年
- 『中国革命の悲劇 全訂版』（ハロルド・R・アイザックス、至誠堂） 1971年